# Dotyophycus
Dotyophycus, rod crvenih algi iz porodice Liagoraceae. Postoji nekoliko vrsta, sve su morske.
Tipična je D. pacificus, havajski endem.

## Vrste
1. Dotyophycus abbottiae Kraft
2. Dotyophycus damaru Huisman & S.-M.Lin
3. Dotyophycus hainanensis Tseng & Li
4. Dotyophycus pacificus I.A.Abbott - tip
5. Dotyophycus yamadae (Ohmi & Itono) Abbott & Yoshizaki